# تارانت
شهر تارانت (به آلمانی: Tharandt) در ایالت زاکسن در کشور آلمان واقع شده‌است.